# Raua Tlili
Raua Tlili (árabe: روعة روعة; nacida 5 de octubre de 1989) es una atleta paralímpica de Túnez que compite principalmente en las pruebas de lanzamiento de bala y lanzamiento de disco de la categoría F41 y es medallista de varias medallas de oro en los Juegos Paralímpicos.

## Carrera
Tlili hizo su debut internacional senior en 2006, compitió en los Juegos Paralímpicos de verano de 2008 en Pekín, China, donde ganó una medalla de oro en la prueba femenina de lanzamiento de bala F40 con un nuevo récord mundial de 8,95 metros y también una medalla de plata en la prueba femenina de lanzamiento de disco F40.
Cuatro años después compitió en los Juegos Paralímpicos de Londres 2012, Reino Unido. Igualó su medalla de Pekín, ganando de nuevo la medalla de oro en el lanzamiento de bala F40 en otro récord mundial de distancia de 9,86 metros, también lo respaldó con otra medalla de plata en el evento de lanzamiento de disco F40.
En las Juegos Paralímpicos de Río de Janeiro 2016 logró ganar medallas de oro en ambos eventos, primero ganó en el lanzamiento de bala F41 a una distancia de 10,19 metros ganando por 1,80 metros, luego seis días después lanzó un nuevo récord mundial de distancia de 33,38 metros para ganar la medalla de oro en disco F40/F41.
Entre estos Juegos Paralímpicos su éxito continuó en los Campeonatos Mundiales de Atletismo del IPC, con medallas de oro en el lanzamiento de bala F40/F41 en 2011 y 2015, y en el disco F40/F41 ganó el oro en 2013 y 2015 con una medalla de plata en 2011.

## Récords del IPC
A partir de octubre de 2016, Tlili es la propietaria de los récords mundiales del IPC de 33,38 metros en la categoría de disco F41, que es también el récord paralímpico, y también es la titular del récord paralímpico en el lanzamiento de bala F41 con 10,19, tiene además, los récords de los Campeonatos Mundiales de Atletismo del IPC en lanzamiento de bala y disco, los estableció ambos en los Campeonatos Mundiales de Atletismo del IPC de 2015.